# 王基磐
王基磐，湖北省黃州府黃岡縣人，清朝政治人物、進士出身。
光緒十二年（1886年），参加光緒丙戌科殿試，登進士二甲96名。同年五月，著主事分部学习。